# 门合
门合（1928年—1967年9月5日），河北省涞源县人，中华人民共和国革命烈士。

## 生平
1948年4月入伍，1947年加入中国共产党。先后三次荣立战功。门合牺牲时任青海省军区独立师第4团2营副政治教导员。1967年9月，门合在青海省贵南县执行支左任务，任巴仓农场军宣队代表。9月5日，用炸药装置土火箭驱云防雹时，由于装置过程中炸药发生意外，门合因扑向即将爆炸的防雹土火箭以掩护其余27位同事的生命安全而牺牲。
1968年4月23日，中共中央、中央军委、中央文革小组发出“向门合同志学习”的命令。同年6月，门合被追授“无限忠于毛主席革命路线的好干部”的称号，这一称号的命名题词是由当时的党中央副主席林彪所写。